# 医薬品の安全性保証
医薬品の安全性保証（医薬品の微生物学的安全保証）（いやくひんのあんぜんほしょう、いやくひんのびせいぶつがくてきあんぜんほしょう）は、医薬品の微生物汚染による被害を防ぎ、微生物学的に安全であることを保証するものである。日本薬局方、米国薬局方、欧州薬局方などに定められている。今は、国際的に方法を統一していこうという流れにあり、ハーモナイゼーション法（国際調和法：International Conference on Harmonisation of Technical Requirements for Registration of Pharmaceuticals for Human Use）という各国共通の方法が採用されるようになってきている。

## 微生物限度試験
経口錠剤、経口液体医薬品、経口顆粒医薬品に関しては、微生物限度試験を行うよう求められている。求められている試験項目としては、一般性細菌数が製品1g当たり100個以下であることとされている。更に、病原性を示し、患者に危害を与えると考えられている以下の4種の微生物に関しては陰性（製品1g当たり0個）であることが求められている。
1. 大腸菌 (Escherichia coli)
2. 黄色ブドウ球菌 (Staphylococcus aureus)
3. サルモネラ (Salmonella)
4. 緑膿菌 (Pseudomonas aeruginosa)

経口剤については、胃を経て主に小腸で吸収されるため、仮に上の4種以外の一般生菌が含まれていても胃酸によって殺菌されるため、製品1g当たり100個以下となっている。

## 無菌試験
ワクチンや点滴剤、輸液剤、注射剤など、患者の筋肉内あるいは血管内に直接接種あるいは導入する医薬品の安全性は現在、定期的なサンプルの抜き取りによる無菌試験（好気性細菌と嫌気性細菌の両方を行い、両方とも菌が検出されてはならない）を行って確認している。
しかし、これでは、抜き取ったサンプルとサンプルの間が無菌であったかどうかを証明することが出来ない。そこで、医薬品の安全性の保証および出荷判定検査は、抜き取り法による無菌試験だけではなく、滅菌工程が間違いなく行われたこと、容器・栓系が十分に打栓され、容器や栓からの汚染がないことを証明すること、充填機環境が無菌（クラス100以下）であること、医薬品製造環境（人、設備、空気も含む）の微生物学的清浄度が基準値以下であること、定期的に培地充填テストを行い、汚染製品発生数率が基準値以下であることなど、いくつもの科学的データを基にして、その医薬品の安全性を保証している。従来の定期的な抜き取り検査法だけでは、医薬品の安全性を完全に保証することは困難であるとして、現在では、食品業界におけるHACCP同様に、各パラメーターが適合していること、そのパラメーターが設定された基準値範囲内であることをもって医薬品の安全性を保証するという考え方が主流となっている（医薬品業界では、パラメトリックリリースと言われている、勿論、各パラメーターの基準は、食品よりも医薬品の方がはるかに厳しい）。